# Rettungsfachpersonal

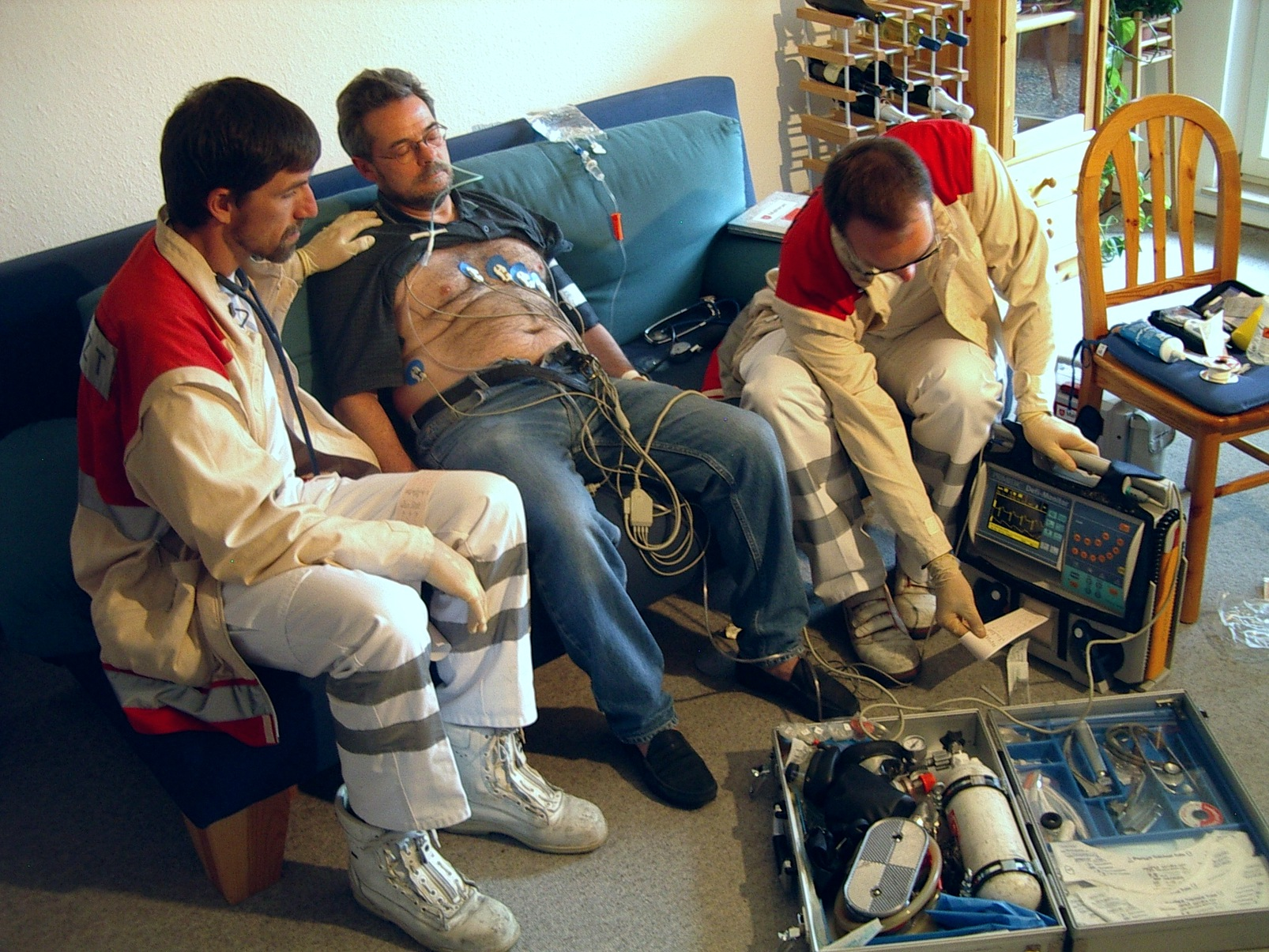
Notarzt und Rettungsassistent bei der Versorgung eines Patienten

Rettungsfachpersonal (auch Rettungsfachkräfte genannt) ist die Sammelbezeichnung für das in Notfallrettung und qualifiziertem Krankentransport eingesetzte nichtärztliche Fachpersonal. Angehörige dieser Gruppe haben eine spezielle, notfallmedizinische Ausbildung durchlaufen, die sie für die Arbeit im Rettungsdienst qualifiziert. In einigen Bundesländern können Rettungsmittel zum Teil auch von Nicht-Fachpersonal besetzt werden, so dass Rettungsdienstpersonal nicht überall zwangsläufig auch Rettungsfachpersonal sein muss.
Es gibt europa- und weltweit gravierende Unterschiede in der Ausbildungsdauer und -qualität von Rettungsfachpersonal. So arbeiten beispielsweise die meisten angloamerikanischen Rettungsdienstsysteme fast gänzlich ohne Notärzte und setzten im präklinischen Bereich nur nicht-ärztliches Personal (die „Paramedics“) ein. In Deutschland, Österreich und der Schweiz sowie einigen anderen mitteleuropäischen Ländern hat sich hauptsächlich aus historischen Gründen ein System entwickelt, in dem speziell ausgebildete Ärzte („Notärzte“) auch außerhalb des Krankenhauses eingesetzt werden. Die verschiedenen Ausbildungen sowohl für Notärzte als auch für nicht-ärztliches Personal unterscheiden sich stark zwischen den einzelnen Ländern.

## Deutschland
Abgesehen vom Notarzt als ärztlichem Rettungsdienstpersonal, gibt es in Deutschland drei Qualifikationen für Fachpersonal im nichtärztlichen Rettungsdienst. Diesen gegenüber ist ein Notarzt in medizinischen Fragen stets weisungsbefugt.
In den Jahren 2000 bis 2017 waren zwischen 44.000 und 67.000 Menschen in den Rettungsdiensten beschäftigt.

### Notfallsanitäter und Rettungsassistent
Die höchste nichtärztliche Qualifikation im Rettungsdienst stellen der Notfallsanitäter und bis Ende 2013 der Rettungsassistent dar. Der Notfallsanitäter durchläuft eine dreijährige Ausbildung, welche im Jahr 2014 eingeführt wurde und umfangreicher ist als die zweijährige Ausbildung des Rettungsassistenten. Die Ausbildung zum Rettungsassistenten kann seit dem 1. Januar 2015 nicht mehr neu begonnen werden, vorher begonnene Ausbildungen wurden jedoch noch nach dem Rettungsassistentengesetz (RettAssG) und der dazugehörigen RettAssAPrV durchgeführt und abgeschlossen. Bis zum 31. Dezember 2023 konnten Rettungsassistentinnen und Rettungsassistenten gemäß Paragraph 32 NotSanG noch über eine staatliche Ergänzungsprüfung und je nach Berufserfahrung einer vorherigen weiteren Ausbildung von bis zu sechs Monaten oder alternativ über das Bestehen der staatlichen (Voll-)Prüfung die neue Berufsbezeichnung „Notfallsanitäter/in“ erlangen. Die Ausbildung zum Notfallsanitäter umfasst im Einzelnen 1.920 Stunden Unterricht an einer staatlich anerkannten Berufsfachschule, 720 Stunden in mehreren Abteilungen eines geeigneten Krankenhauses und 1.960 Stunden an einer anerkannten Lehrrettungswache. Die Ausbildung schließt mit einer staatlichen Abschlussprüfung aus 10 Prüfungsteilen ab. Maßgeblich ist hier das am 1. Januar 2014 in Kraft getretene Notfallsanitätergesetz und die aufgrund dieses Gesetzes erlassene Ausbildungs- und Prüfungsverordnung für Notfallsanitäterinnen und Notfallsanitäter. Inzwischen ist in allen Bundesländern in der Notfallrettung, also in der Regel auf Rettungswagen, mindestens ein Notfallsanitäter/Rettungsassistent sowie ein Rettungssanitäter vorgeschrieben. Die Mehrheit der Bundesländer schreibt inzwischen auch für den Fahrer des Notarzteinsatzfahrzeugs die Notfallsanitäter-/Rettungsassistentenqualifikation vor.

### Rettungssanitäter
Der Rettungssanitäter hat eine im Vergleich zum Notfallsanitäter und Rettungsassistent weitaus kürzere Ausbildung (mindestens 520 Stunden). „Rettungssanitäter“ ist kein anerkannter Ausbildungsberuf, die Ausbildung ist jedoch in vielen Bundesländern landesrechtlich geregelt. Die Ausbildung besteht aus mindestens 160 Stunden Rettungssanitäter-Grundlehrgang (Inhalte: Basiswissen in Anatomie und Physiologie, allgemeine und spezielle Notfallmedizin, Rettungs- und Transporttechniken, rechtliche Grundlagen etc.), 80 Stunden im Krankenhaus (Anästhesie, Intensivstation, Notfallaufnahme), 160 Stunden Praktikum im Rettungsdienst an einer anerkannten Lehrrettungswache, wovon mindestens 80 Stunden an einer anerkannten Lehrrettungswache mit einem Notarztstandort auf dem Gelände der Lehrrettungswache erfolgen sollen und mindestens 40 Stunden Rettungssanitäter-Abschlusslehrgang mit schriftlicher, mündlicher und praktischer Abschlussprüfung zum Rettungssanitäter.
Der Rettungssanitäter wird in der Notfallrettung als Fahrer des Rettungswagens (mittlerweile fast ausschließlich mit Führerscheinklasse C1) und Teampartner des Notfallsanitäters bzw. Rettungsassistenten eingesetzt, während er im Krankentransport in fast allen Bundesländern als höherqualifiziertes Besatzungsmitglied mit einem Rettungshelfer eingesetzt wird und eigenständig die Betreuung des Patienten übernimmt. Nach dem Recht mancher Bundesländer, dürfen Rettungssanitäter weiterhin auch gemeinsam mit einer Notärztin oder einem Notarzt das Notarzteinsatzfahrzeug (NEF) besetzen, in Hessen jedoch mit der Einschränkung, dass sie über mindestens zwei Jahre Berufserfahrung in der Notfallrettung auf dem Rettungswagen verfügen müssen. Bis zum Jahr 1989 waren Rettungssanitäter das höchstqualifizierte nichtärztliche Personal im Rettungsdienst, was dann durch das Rettungsassistentengesetz und der damit eingeführten, zweijährigen Berufsausbildung zum Rettungsassistenten geändert wurde.

### Rettungshelfer
Die Ausbildung zum Rettungshelfer ist nur in einigen Bundesländern landesrechtlich geregelt. Ursprünglich handelt es sich um eine gemeinsame Qualifikationsbeschreibung der Hilfsorganisationen. Rettungshelfer werden beinahe ausschließlich im Bereich des qualifizierten Krankentransports eingesetzt. In wenigen Bundesländern können sie jedoch gemeinsam mit Notfallsanitäter oder Rettungsassistenten einen Rettungswagen beziehungsweise mit einem Notarzt und einem Notfallsanitäter/Rettungsassistenten einen Notarztwagen besetzen. Die Ausbildung umfasst in den meisten Ländern insgesamt 320 Stunden, bestehend aus 160 Stunden Lehrgang mit schriftlicher und praktischer Prüfung und 160 Stunden Praktikum. In vier Bundesländern existieren Sonderformen, dort dauert die Ausbildung zum Rettungshelfer insgesamt nur zwischen 160 und 240 Stunden. Die Qualifikation zielt auf Ehrenamtliche oder FSJler. Dementsprechend wird sie häufig auch als Lehrgang auf Wochenenden verteilt angeboten.

### Kompetenzen und Aufgaben
Grundsätzlich besteht die Aufgabe des nicht-ärztlichen Rettungsfachpersonals in der Durchführung von Transporten, der Erstversorgung von Notfallpatienten bis zur Übernahme der Behandlung durch einen (Not-)Arzt, der Assistenz des (Not-)Arztes, der Überwachung von Patienten während des Transports und der eigenverantwortlichen Durchführung von Einsätzen, bei denen der Patient bis zur Ankunft im Krankenhaus nicht der Behandlung durch einen (Not-)Arzt aber einer fachlichen Betreuung bedarf.
Im Rahmen der so genannten Notkompetenz kann ein Notfallsanitäter in Notfällen auch Maßnahmen durchführen, die üblicherweise Ärzten vorbehalten sind. Dabei handelt es sich jedoch um ein juristisches Konstrukt auf Basis des rechtfertigenden Notstands, für die sich der Helfer juristischen Risiken aussetzen muss. Auch Rettungssanitäter können von dieser Regelung Gebrauch machen, aufgrund ihrer relativ kurzen Ausbildung ist dies jedoch nur in äußersten Notfällen geboten und kommt in der rettungsdienstlichen Praxis sehr selten vor, da Rettungswagen mit einem höherqualifizierten Notfallsanitäter oder Rettungsassistenten besetzt sein müssen.
Die Notfallsanitäter haben hingegen eine deutlich umfangreichere Ausbildung, umfangreichere Befugnisse und höhere Rechtssicherheit. Die „Notkompetenzmaßnahmen“ dienen bei sämtlichen Qualifikationsstufen stets der Abwendung von lebensgefährlichen Zuständen oder von wesentlichen Folgeschäden bis zur Übernahme der Behandlung durch einen (Not-)Arzt. Zusätzlich zu den „Notkompetenzmaßnahmen“, können Notfallsanitäter eigentlich ärztliche Versorgungsmaßnahmen (z. B. Verabreichung von Medikamenten) durchführen und in diesem Umfang die Heilkunde ausüben. Diese Befugnisnorm wurde nach langer politischer Diskussion im Februar 2021 in § 2a NotSanG aufgenommen, um die bis dahin vorherrschende Rechtsunsicherheit zugunsten der Notfallsanitäter zu beseitigen. Die Aufnahme dieser Regelkompetenz wurde seit Inkrafttreten des NotSanG im Jahr 2013 insbesondere vom Bundesrat immer wieder gefordert. Durch die Anpassung müssen sich Notfallsanitäter bei der Vornahme nicht delegierter heilkundlicher Maßnahmen nicht mehr auf § 34 StGB berufen. Notwendige Voraussetzung für das heilkundliche Tätigwerden von Notfallsanitäter ist das Vorliegen eines lebensgefährlichen Zustandes oder die Gefahr wesentliche Folgeschäden für den Patienten.

### Sanitäter
Oftmals werden Sanitäter fälschlicherweise pauschal dem Rettungsfachpersonal zugerechnet. Dabei handelt es sich jedoch um einen nicht geschützten Begriff, der insbesondere für das Personal im Sanitätsdienst verwendet wird. Sanitäter haben eine Sanitätsausbildung durchlaufen, die sich je nach Hilfsorganisation in Umfang und Inhalt unterscheidet und in der Regel nicht den obigen Qualifikationsstufen entspricht. In einigen Bundesländern können Sanitätshelfer im Rettungsdienst eingesetzt werden, sind dann jedoch trotzdem kein Rettungsfachpersonal.

## Österreich

### Notarzt
Der Notarzt ist ein speziell ausgebildeter Arzt, der in Notfallsituationen vor Ort medizinisch interveniert. Um als Notarzt tätig sein zu dürfen, muss der Turnus beziehungsweise eine Facharztausbildung abgeschlossen sein (d. h. das jus practicandi erlangt sein) und ein Notarztkurs absolviert werden. Der Notarzt ist allen anderen Rettungsdienstmitarbeitern in medizinischen Belangen weisungsbefugt.
Bei nicht lebensbedrohlichen Notfällen ist der Notarzt in der Regel nicht erforderlich (ausgenommen z. B. Schmerztherapie).

### Notfallsanitäter
Die Ausbildung zum Notfallsanitäter (NFS) baut auf die Ausbildung zum Rettungssanitäter auf und stellt, in Kombination mit den zu erwerbenden Notfallkompetenzen, die höchste Qualifikation im österreichischen Rettungsdienst dar. Der NFS ist in Österreich (wie der Rettungssanitäter) ein gesetzlich geregelter und anerkannter Beruf.
Die Ausbildung umfasst zusätzlich zum Rettungssanitäter 480 Stunden und erlaubt dem NFS die Gabe einiger ausgewählter Medikamente (Arzneimittelliste 1). Mit den auf dem Notfallsanitäter aufbauenden Ausbildungen – NKA/NKV (Notfallkompetenz Arzneimittellehre und Venenzugang, 90 Stunden), sowie NKI (Notfallkompetenz Intubation, 110 Stunden) – darf der Notfallsanitäter weitere Medikamente verabreichen (Arzneimittelliste 2) und periphere Venen punktieren sowie auch einen Patienten ohne die Benutzung von Relaxantien intubieren. Die beiden letztgenannten Ausbildungsstufen waren im österreichischen Rettungsdienst früher umstritten, haben sich allerdings in den letzten Jahren insbesondere in Niederösterreich und Wien bewährt.

### Rettungssanitäter
Seit 2002 ist die Ausbildung zum Rettungssanitäter im Sanitätergesetz geregelt und anerkannt – sie umfasst 260 Stunden. In Österreich werden Rettungssanitäter sowohl in der Notfallrettung als auch im qualifizierten Krankentransport eingesetzt. Rettungssanitäter dürfen abgesehen von Sauerstoff keinerlei Medikamente verabreichen. In ihre Kompetenz fällt somit die grundlegende sanitätshilfliche Betreuung von nicht lebensbedrohlich erkrankten Patienten, sowie die Assistenz für den Notarzt vor Ort in Zusammenarbeit mit dem/den anwesenden Notfallsanitäter(n). Häufig sind Rettungswagen in Österreich mit zwei Rettungssanitätern besetzt, welche als zumeist ersteintreffendes Rettungsmittel die sanitätshilfliche Versorgung des Patienten (z. B. Wundversorgung, Schienung von Brüchen, Bergung, Anamnese, Basis Reanimationsmaßnahmen, …) sicherstellen. Bei Eintreffen des Notarzt-Teams fungieren die Rettungssanitäter als Assistenten so weit als möglich.

## Schweiz

### Notarzt
In der Schweiz ist die Ausbildung durch die Schweizerische Gesellschaft für Notfall- und Rettungsmedizin (SGNOR) geregelt.
Die Voraussetzungen sind:
- Eidgenössisches oder anerkanntes ausländisches Arztdiplom
- Mitgliedschaft bei der FMH
- Drei Jahre klinische Tätigkeit an einer im jeweiligen Fachgebiet anerkannten Weiterbildungsstätte: Mindestens ein Jahr Anästhesiologie, ein Jahr Innere Medizin, ein Jahr Chirurgie oder anderes klinisches Fach
- Absolvierung eines von der SGNOR anerkannten Notarztkurses
- Erfolgreiche bestandene Kurse in ACLS-AHA und PALS-AHA

### Anästhesiepfleger
Es handelt sich hierbei um einen Anästhesiepfleger mit der Zusatzausbildung zum diplomierten Rettungssanitäter (oder umgekehrt), welche dem Ausgebildeten am Einsatzort größtenteils die Kompetenzen eines Notarztes einräumt. Die Kompetenzen des Pflegers werden von dem jeweiligen ärztlichen Leiter des Rettungsdienstes festgelegt.
Die reine, kombinierte Ausbildungszeit beträgt verkürzt 7 Jahre, herkömmlich: 8 Jahre. Nach dem Nachdiplomstudienlehrgang (NDS) sind die entsprechenden „Rettungssanitäter Anästhesie“ für das Notarztäquivalenzprogramm zugelassen, wo sie die gleichen Kurse und Einsätze wie Notärzte absolvieren müssen.
Diese Kombination stellt das höchste nichtärztliche Berufsbild innerhalb des schweizerischen und gesamteuropäischen Rettungsdienstes dar.
Der Anästhesiepfleger ist dem Notarzt gleichgesetzt, weil das Wissen und die notwendigen Maßnahmen im präklinischen Rahmen vollständig abgedeckt sind, und wird hauptsächlich in Rettungsdiensten eingesetzt, die in ein Spital integriert sind.

### Diplomierter Rettungssanitäter
Die Ausbildung zum diplomierten Rettungssanitäter HF dauert drei Jahre und wird als tertiäre Ausbildung anerkannt. Sie schließt mit dem Titel Dipl. Rettungssanitäter HF ab. HF steht für „höhere Fachschule“.
Die Kompetenzen der diplomierten Rettungssanitäter werden von dem jeweiligen ärztlichen Leiter des Rettungsdienstes festgelegt; in vielen Rettungsdiensten dürfen Rettungssanitäter beispielsweise reflexlose Patienten intubieren oder Analgesie mit Ketamin oder potenten Opiaten selbständig durchführen.
Ob und wann ein Notarzt angefordert wird beziehungsweise zu einem Notfall mit ausrückt, ist ebenfalls Sache der ärztlichen Leitung, sofern dies nicht von der kantonalen Behörde geregelt wird.

### Transportsanitäter
Die Ausbildung zum Transportsanitäter entspricht dem ersten Jahr der Ausbildung zum diplomierten Rettungssanitäter HF. Bei Notfalleinsätzen wird er als Unterstützung eines diplomierten Rettungssanitäters eingesetzt. Er kann unter Anweisung selbständig invasive Maßnahmen wie Venenpunktionen und Medikamentenverabreichung durchführen. Krankentransporte kann der Transportsanitäter in Eigenverantwortung durchführen.

### Präklinische Fachspezialisten
Schutz & Rettung Zürich und das Spital Bülach erproben aktuell in einem Pilotprojekt ein neues Berufsbild, das auf präklinische Diagnostik abzielt. Dipl. Rettungssanitäter HF mit ausreichend pflegerischer Berufserfahrung werden durch verschiedene, mehrmonatige Zusatzmodule zu präklinischen Fachspezialisten in Diagnosestellung ausgebildet.
Hintergrund ist der, dass immer öfter Rettungswagen zu Nicht-Notfällen ausrücken.
Neu fährt jeweils ein präklinischer Fachspezialist mit einem kleinen Fahrzeug und ohne Sondersignale zu einem nicht-kritischen Patienten, der aber dennoch einer Abklärung bedarf. Entsprechend sind die Fahrzeuge spezialisiert ausgerüstet.
Hiermit sollen Rettungswagen entlastet werden.

### Transporthelfer
Der in der Schweiz teilweise als Drittperson im Rettungswagen oder als Zweitperson auf geplanten Verlegungsfahrten eingesetzte Transporthelfer (Kurzform für „Patiententransporthelfer“) entspricht in Deutschland in etwa einer Mischung aus Sanitäts- und Rettungshelfer (ähnlich einem Einsatzsanitäter mit der Möglichkeit, Weiterbildungen zu besuchen).
Die Bezeichnung „Transporthelfer“ ist jedoch veraltet und soll nicht mehr verwendet werden. Stattdessen werden spezifische, betriebsinterne Funktionsbezeichnungen vergeben, sofern die erforderlichen Mindestanforderungen erfüllt sind (z. B. Bezeichnungen wie „Betriebssanitäter“, „First Responder“ oder allgemeine Bezeichnungen wie „Sanitäter“ oder „Mitarbeiter Rettungsdienst“).
Die modular aufgebauten Kurse (IVR-Stufen 1, 2, 3) werden vom Interverband für Rettungswesen (IVR) koordiniert und kontrolliert. Es existiert ein Personenregister mit Informationen zur Ausbildung und erlangten Zertifikaten. Ein erfolgreich abgeschlossener Kurs ist zwei Jahre gültig. Danach muss ein sogenannter Refresher-Kurs absolviert werden, damit die Anerkennung für weitere zwei Jahre erhalten bleibt.
Auch diverses Pflegepersonal kann diese Kurse absolvieren, um in Rettungsdiensten oder Krankentransportunternehmen tätig zu sein. Dies ist besonders für reine Krankentransportunternehmen von Bedeutung, da dadurch Kosteneinsparungen erzielt werden können. Abhängig von der Pflegeausbildung, können durch die ärztliche Leitung höhere Kompetenzen erteilt werden.
Die IVR-Stufe 3 ist die höchste Laienausbildung in Erster Hilfe und stellt aufgrund der Lerninhalte ein Bindeglied zum Rettungsdienst dar. Ab Anfang 2024 wird vom Schweizerischen Militär-Sanitäts-Verband (SMSV) der Titel Rettungsassistent SMSV® eingeführt. Dieser Titel ist von den Kompetenzen her gleichwertig mit IVR 3, jedoch muss IVR 3 bereits abgeschlossen sein, um den Titel Rettungsassistent SMSV® zu erlangen. Zusätzlich müssen jährlich mindestens 14 vereinsinterne Ausbildungsstunden, 4 Stunden BLS-AED-Training nach den offiziellen Richtlinien des SRC (Stand 2021) sowie 21 Stunden Sanitätsdienst mit Patientenkontakt nachgewiesen werden.
Der Titel Rettungsassistent SMSV® ist ein rechtlich geschützter Titel des SMSV und bestätigt, dass das in IVR 3 erlernte Wissen praktisch angewendet wurde. Er dient als Ersatz für das IVR 3-Refresher-Zertifikat, da es von der IVR anerkannt ist. Das bedeutet, dass ein IVR 3-Refresher-Kurs nicht mehr erforderlich ist, da das IVR 3-Zertifikat im Rahmen des Rettungsassistenten SMSV® erneuert wird. Diese Regelung wurde eingeführt, um insbesondere kleineren Sanitätsvereinen die Durchführung und Finanzierung teurer Refresher-Kurse zu ersparen. Das Zertifikat ist ebenfalls zwei Jahre gültig. 
Je nach Notwendigkeit, beispielsweise im Rahmen einer Tätigkeit im Rettungsdienst oder in anderen spezifischen Aufgabenbereichen, können weitere Kurse absolviert werden (teilweise vom Arbeitgeber, z. B. Rettungsdienst, selbst organisiert). Beispiele hierfür sind Infusionskurse (Legen eines Venenzugangs), PHTLS-Kurse, die Anwendung des Guedel-Tubus, erweitertes Wissen in Anatomie, Physiologie, Pathophysiologie, Notfallpsychologie, Pharmakologie sowie diverse Schwerpunktthemen (z. B. „Management Polytrauma“, „Interpretation EKG“). Auch Rettungsdienstpraktika können (und müssen teilweise) absolviert werden.
Insgesamt lässt sich so ein theoretischer Lerninhalt von ca. 160 Stunden erreichen (mindestens jedoch 80 Stunden), der durch ein Rettungsdienstpraktikum und regelmäßige Übungen sowie die Teilnahme an Sanitätsdiensten gefestigt werden sollte (was meist entsprechend verlangt wird).

## Vereinigte Staaten

### Paramedic (NRP)
Die höchste Qualifikation im US-amerikanischen Rettungsdienst stellt der Paramedic (ehemals EMT-I/99 / EMT-paramedic) dar, da in der präklinischen Notfallrettung keine Ärzte eingesetzt werden. Die Ausbildung und auch die Qualifikationen für Paramedics in den Vereinigten Staaten sind in den verschiedenen Bundesstaaten äußerst unterschiedlich, die Ausbildungsdauer kann zwischen zwölf Monaten und vier Jahren dauern.
Im Gegensatz zu ihren Kollegen in Deutschland und Österreich sind Paramedics am Einsatzort meist auf sich selbst gestellt und haben daher auch weitergehende Kompetenzen, die unter anderem die Intubation mit und ohne Relaxantien (Rapid Sequence Intubation), die Interpretation von 12-Kanal-EKGs (und medikamentöse Therapie), das Durchführen einer Nadel-Koniotomie, retrograde Intubation, zentralvenöse Zugänge, intraossäre Zugänge und vieles mehr beinhalten können. Oft unterliegen diese aber strengen vom Ärztlichen Leiter (Medical Director) vorgegebenen Algorithmen und können auch erst nach Rücksprache mit einem Arzt per Funk vorgenommen werden.

### Advanced Emergency Medical Technician
AEMT (ehemals EMT-I/85) ist das Ausbildungsniveau zwischen EMT (Basic) und Paramedic. Die Ausbildung ist erweitert um Intermediate Life Support (ILS), einschließlich Legen eines intravenösen oder intraossären Zugangs, grundlegende EKG-Interpretation, Flüssigkeitsgabe, Anwendung der Kapnographieverfahren und Gabe weiterer Medikamente.

### Emergency Medical Technician
EMT (ehemals EMT-basic) ist die nächste Stufe der EMS-Zertifizierung und gilt als die häufigste Einstiegsstufe in die Ausbildung. Zu den auf dieser Stufe zulässigen Verfahren und Fähigkeiten gehören Blutungskontrolle, Behandlung von Verbrennungen, Schienung bei Verdacht auf Frakturen und Wirbelsäulenverletzungen, Geburtshilfe, Herz-Lungen-Wiederbelebung, halbautomatische Defibrillation, orale Absaugung, Durchführung oropharyngealer und nasopharyngealer Atemwegssicherung, Pulsoximetrie und Blutzuckerüberwachung, Auskultation von Lungengeräuschen und Verabreichung einer begrenzten Anzahl von Medikamenten (einschließlich Sauerstoff, Adrenalin, Dextrose, Naloxon, Albuterol, Ipratropiumbromid, Glucagon, Nitroglycerin, Lachgas und Acetylsalicylsäure). Rettungsdienstbereiche können den Umfang der Kompetenzen erweitern, so z. B. das Legen von intravenöser Zugang, supraglottische Atemwegssicherung und CPAP. Die Schulungsanforderungen und Behandlungsalgorithmen variieren von Bundesstaat zu Bundesstaat.

### Emergency Medical Responder (EMR)
EMR (ehemals First Responder (FR)) ist die grundlegendste Ausbildungsstufe und gilt als Mindestzertifizierung für Rettungskräfte, die auf medizinische Notfälle reagieren. EMR sind in der Regel ehrenamtliche Helfer in ländlichen Gemeinden oder Angehörige von Feuerwehr- oder Such-/Rettungsdiensten. EMR treffen in der Regel vor dem Rettungtransportmittel ein, beurteilen und stabilisieren den Patienten und unterstützen bei der Patientenversorgung und dem Verladen des Patienten.
EMR beherrschen erweiterte Erste Hilfe, Herz-Lungen-Wiederbelebung, halbautomatische Defibrillation, grundlegende Atemwegssicherung (Absaugen/Oropharyngeal-Atemweg), Sauerstofftherapie und Verabreichung grundlegender lebensrettender Medikamente wie Epinephrin und Naloxon. Die Ausbildung umfasst 56 Unterrichtsstunden.

### First Responder
First Responder sind kein Rettungsfachpersonal, sondern eine Funktion, die von Ersthelfer, Sanitätspersonal des Katastrophenschutzes oder aber auch vom Rettungsfachpersonal wahrgenommen werden kann. Siehe auch Helfer vor Ort. Medical First Responder sind dagegen immer Ärzte.

## Kanada

### Critical Care Paramedic (CCP)
Diese Paramedics sind speziell für Intensivversorgung von Patienten ausgebildet, sie werden hauptsächlich für Intensivtransporte von kritischen Patienten beziehungsweise auf Rettungshubschraubern und Ambulanzflugzeugen eingesetzt. Ihre Fähigkeiten reichen unter anderem von der Interpretation von 12-Kanal-EKGs bis zur Rapid Sequence Intubation, verschiedenste Medikamente verabreichen, dem Umgang mit Intensivrespiratoren und chirurgischen Notfalleingriffen (Koniotomie, Thoraxdrainage).

### Advanced Care Paramedic (ACP)
Viele der in der präklinischen Notfallrettung eingesetzten Paramedic haben diese Qualifikation. Sie dürfen unter anderem eine Reihe von Medikamenten verabreichen, Patienten intubieren, 12-Kanal-EKGs interpretieren sowie Patienten kardiovertieren.

### Primary Care Paramedic (PCP)
Dies ist die niedrigste Stufe der Qualifikation für Personal im kanadischen Rettungsdienst. PCPs führen Basismaßnahmen durch, dürfen außerdem einige ausgewählte Medikamente verabreichen, defibrillieren und 3-Kanal-EKGs interpretieren.